# 마이클 셰이본
마이클 셰이본(영어: Michael Chabon, 1963년 5월 24일 ~ )은 미국의 작가이다. 25세 때 쓴 《피츠버그의 수수께끼들》이 베스트셀러가 되면서 유명해졌으며, 《캐벌리어와 클레이의 모험》(2000)으로 퓰리처상을 수상하며 실력 있는 작가로서의 입지를 단단히 했다. 이후로도 네뷸라상, 휴고상 등을 수상했다. 할리우드의 시나리오라이터로서도 활동하고 있는데, 영화 《원더 보이즈》(2000)의 원작자이며 《스파이더맨 2》(2002), 《존 카터: 바숨 전쟁의 서막》(2012)의 각본 작업에 참여하기도 했다.
그의 작품은 노스탤지아, 이혼, 유기, 부성애, 유대인 정체성 등 여러 사회적인 주제들을 주로 다루고 있으며, 1990년 후반 이후로 점점 더 다양한 스타일의 글을 쓰기 시작했다.